# 辺計礼山
辺計礼山（ぺけれやま）は、北海道の川上郡弟子屈町にある標高732.3mの山である。山頂には一等三角点「邊計禮岩」が設置されている。

## 概要
弟子屈町南西部のイクルシベ山から南東に伸びる尾根上に位置する山で、約180万年前に活動した成層火山と考えられており、ペケレ山火山岩と呼ばれる地層が見られる。北西すぐには裏辺計礼山（606m）がある。
山名はアイヌ語の「ペケレ・エワ（明るい・高台）」もしくは「ペケレ・イワ」が由来と考えられ、昔から木が生えない草山であったことからついたとされる。

## 登山
弟子屈町では珍しい登山道が整備されている山で、国道241号から登山口を指す看板を目印に札友内林道へ入る。終始笹原の登山道であり、特に危険箇所はない。山頂からは弟子屈町の風景や阿寒岳、斜里岳などを望むことができる。一方で裏辺計礼山には登山道がないため藪漕ぎをしていく必要があり、山頂は樹木はないが周りの山々にさえぎられるため望むことができるのは阿寒岳方向のみである。